# Australische slobeend
De Australische slobeend (Spatula rhynchotis synoniem: Anas rhynchotis) is een eend uit de familie van de Anatidae. In Australië geldt deze vogel als een beschermde diersoort. 

## Kenmerken
De lichaamslengte van deze vogel bedraagt ongeveer 46 tot 53 cm.

## Verspreiding en leefgebied
Deze monotypische soort komt voor in Australië, Tasmanië en Nieuw-Zeeland. De vogel vertoeft in zoetwaterregio’s waarin veel watervegetatie te vinden is.  